# Les Fiançailles d'Anna
Pour plus de détails, voir Fiche technique et Distribution.
Les Fiançailles d'Anna (grec moderne : Το προξενιό της Άννας, To proxenió tis Ánnas) est un film grec réalisé par Pandélis Voulgaris et sorti en 1972. Il reçut les prix de meilleur film, meilleur premier film, meilleure actrice, meilleure actrice dans un second rôle et meilleur acteur dans un second rôle au Festival du cinéma grec de Thessalonique en 1972. À la Berlinale 1973, il reçut les prix Otto Dibelius et OCIC ainsi que le prix de la Fédération internationale de la presse cinématographique.
Tourné du temps de la dictature des colonels, le film est vu comme une allégorie de la Grèce sous contrôle.
En avril 1985, l'Union panhellénique des critiques de cinéma, la PEKK Πανελλήνια Ενωση Κριτικών Κινηματογράφου (Panellinia Enosis Kritikon Kinematographou), le désigna septième meilleur film grec de l'histoire.

## Synopsis
Anna (Anna Vagena), d'origine paysanne, est bonne depuis dix ans dans une famille bourgeoise de la banlieue d'Athènes. Sa patronne, qui la considère comme sa fille, décide de la marier. Elle lui choisit Kosmas (Stavros Kalaroglou). Les deux fiancés se rencontrent un dimanche après-midi et sont autorisés à aller se promener en ville. D'abord timides et silencieux, ils sont vite pris dans l'atmosphère de fête. Ils vont d'abord dans une taverne où ils écoutent de la musique populaire puis ils finissent la soirée dans un cabaret où ils écoutent à nouveau de la musique populaire. Cependant, ils en oublient le « couvre-feu », l'heure de retour que ses patrons ont fixée à Anna. L'attitude de la famille change : Kosmas n'est plus le bienvenu et Anna est dorénavant interdite de sortie, pour son propre bien. Anna, incapable de se révolter, subit son sort.

## Fiche technique
- Titre : Les Fiançailles d'Anna
- Titre original : grec moderne : Το προξενιό της Άννας (To proxenió tis Ánnas)
- Réalisation : Pandélis Voulgaris
- Scénario : Pandélis Voulgaris et Ménis Koumandaréas
- Production :
- Société de production :
- Directeur de la photographie : Nikos Kavoukidis
- Montage : Dinos Katsouridis
- Direction artistique : Kyriakos Katsourakis
- Costumes : Kyriakos Katsourakis
- Musique :
- Pays d'origine : Grèce
- Genre : drame social et politique
- Format : 35 mm couleur
- Durée : 87 minutes
- Date de sortie : 1972

## Distribution
- Anna Vagena
- Smaro Veaki
- Kostas Rigopoulos (en)
- Stavros Kalaroglou
- Aliki Zografou (el)
- Alekos Oudinotis
- Maria Martika